# 文明戯
文明戯（ぶんめいぎ、wenmingxi）は1914年を中心に中国で栄えた演劇。中国話劇の先駆になったので、早期話劇ともいう。

## 概説
文明戯は中国社会近現代化の過程で産み出された演劇形態とされる。清末民初すなわち20世紀初年代から10年代にかけて上海を中心に栄えた。「戯曲」と総称される中国伝統演劇と話劇と呼ばれる（狭義の）中国現代演劇の中間的形態にあたる。話劇の早期段階形態であると同時に、20世紀に入って生まれた「戯曲」劇種の形成にも大きな影響を与えた。近年は、中国映画の確立にも深く関係していることが明らかになっている。文明戯の演劇史的位置は、日本の新派と酷似している。
文明戯の成立は、1906年に中国人留学生によって東京で創立され1907年から上演活動を開始した春柳社が直接のきっかけとされる。文明戯がなければ話劇は生まれ得ず、文明戯は早期話劇とも称され、今日では春柳社は中国話劇の嚆矢とみなされている。中国演劇界は1957年、2007年に中国話劇50年、100年を盛大に祝った。これは春柳社が起点とされている。
春柳社公演の影響はただちに上海に伝わり、辛亥革命に至る革命運動と結びついて発展し、文明戯が形成された。辛亥革命期の代表的劇団は進化団である。進化団の公演は固定した上演台本がなく、幕表と呼ばれるあらすじに基づく即興上演が主であった。女優も存在せず、女性役は男優が演じた。
文明戯は1914年を中心に上海で大いに栄え、一時は京劇を圧倒する勢いだった。この時期の代表的劇団は新民社、民鳴社である。進化団の基本特徴も新民社、民鳴社に引き継がれた。春柳社も、1911年辛亥革命を機に帰国し上海で活動した。春柳社は台本を用いるなど芸術派の色彩が強かった。
その後商業主義に毒されて次第に衰退し、1917年民鳴社解散を最後に1914年頃の文明戯劇団はすべて消滅した。文明戯は正規の劇場では上演されなくなり遊楽場などで細々と上演される存在となった。中華人民共和国建国後は通俗話劇という名称で上演され続けたが、文化大革命の荒波に耐えられず、文革終結後も再建されず、中国国内では消滅した。